# Palomeque
Palomeque es un municipio y localidad española de la provincia de Toledo, en la comunidad autónoma de Castilla-La Mancha. El término municipal tiene una población de 1182 habitantes (INE 2024).

## Toponimia
El término Palomeque podría derivarse de paloma que a su vez procede del latín vulgar PALVMBA a partir del latín clásico PALVMBES, paloma torcaz. La existencia de una primera forma «Palombec», validaría esta hipótesis. Aunque menos probable, no ha de descartarse la posibilidad de que en Palomeque exista una raíz prerromana pal-/pala, ladera lisa y casi vertical o pradera inclinada y escarpada, como se ha descubierto en muchos topónimos derivados de paloma.

## Geografía

Principales arroyos del municipio

El municipio se encuentra situado «en una llanura algo elevada, rodeada de algunos barrancos». Pertenece a la comarca de La Sagra y linda con los términos municipales de El Viso de San Juan al oeste y norte, Cedillo del Condado al este, Lominchar al sur y Chozas de Canales al oeste, todos de Toledo.
Por su término discurre de sureste a noroeste el arroyo de las Chorreras, afluente del Guadarrama, río este último que forma frontera con El Viso de San Juan y Chozas de Canales.

## Historia
Los primeros pobladores de Palomeque fueron los mozárabes, que valiéndose de la hidrografía del arroyo de la Chorrera, hicieron su asentamiento.
A pesar de que en la actualidad la población a penas ha visto crecer su población en comparación con el resto de poblaciones adyacentes, su escaso crecimiento esta completamente reñido con la historia pues los romanos tuvieron presencia en sus campos. Prueba de ello son las lápidas e inscripciones aparecidas en pueblos de la zona, Casarrubios del Monte y Recas entre los más próximos, así como la existencia de caminos de esa época. Y, obviamente, no se puede pasar por alto, tanto por su cercanía como por su importancia, el descubrimiento de la basílica romana (5,7 km a pie), atribuidas a Materno Cinegio. 
Consta que los musulmanes también estuvieron por la zona, en parte con asentamientos estables, en parte con sucesivas aceifas, provocadas no solo por ser tierra de frontera con los cristianos, sino por el carácter levantisco de Toledo durante todo el califato. Los castillos de Olmos (hoy en el término de El Viso de San Juan, Palomeque y Chozas de Canales, (hoy ya prácticamente derruido) así lo atestiguan, Abderramán III acampó el 18 de julio del año 939 junto al castillo de Olmos en lo que sería el actual término municipal del El Viso de San Juan con Palomeque sufriendo al poco, en el mes de agosto, la derrota de Simancas, estando situado en aquellos tiempos el término de Palomeque en la denominada Frontera Media, bajo control musulmán.
Es en los inicios del siglo XII la Orden del Hospital de San Juan de Jerusalén se asentó en el Occidente peninsular. En 1144 Alfonso VII donó a la Orden de San Juan el estratégico castillo de Olmos, con todos sus términos que incluían las aldeas de Carranque, Palomeque y El Viso de San Juan, y otros lugares despoblados.
En 1173, el conde Ponce de Minerva, que hasta este año había sido mayordomo de los reyes Alfonso VII y VIII, tiene propiedades junto al prado de Palomeque, en el sitio llamado Los Palomares. En documentos mozárabes del año 1181 se cita la alquería de Yuncos en donde se da la circunstancia que aparece siempre relacionada con un poblado anterior, Palomeque o Palomequejo. Aparece por primera vez como «Palombec» en un documento de 1173 en el que el conde Ponce de Minerva dona la mitad de Azaña (Hoy conocido como Numancia de la Sagra, este cambio fue realizado en 1936 durante la guerra civil española) a una serie de pobladores, reteniendo sin embargo, otras propiedades, entre las que se encuentra el prado de Palomeque.
En la Bailia de Olmos de la Orden de San Juan de Jerusalén, se fundó el pueblo de Palomeque, poco después de 1476. Perteneció hasta el siglo XV a la jurisdicción de El Viso y así aparece en las relaciones de Felipe II de 1568.
Cabe destacar el importante papel de Palomeque en la actual villa de Yuncos: La fundación de Yuncos es siempre posterior a la de "Palomeque" o "Palomequejo" un territorio semi adyacente a Yuncos, donde se asentó el primer núcleo de población, de fundación anterior a Yuncos que le benefició, como así lo atestiguan documentos de la época.
Hacia el año 1488, los Reyes Católicos vendieron un trozo de tierra de Yuncos y Palomequejo a don Pedro de Castilla y a su mujer doña Isabel Laso. En Yuncos por privilegio real no pagaban alcabala a la Corona. En 1634, Yuncos se separó de Toledo.
Las Relaciones Histórico Geográficas mandadas hacer por Felipe II en 1578 hablan del lugar de Palomeque, que es jurisdicción de la villa del Viso, perteneciente a la Bailía de Olmos, de la Orden de San Juan (Priorato de Castilla) y que le posee don Hernando de Alarcón como comendador. Los testigos que intervienen en la relación creen que se hizo pueblo en el siglo XV, aunque antes sería una aldea. La justicia la pone el comendador. Se dedica la iglesia a San Juan Bautista.
Durante cientos de años, permaneció bajo el dominio jurisdiccional de la Encomienda Magistral de El Viso, de la Orden de San Juan: El Viso, Palomeque y Carranque, pertenecientes a la antigua Bailía de Olmos. En 1736, el lugar de Palomeque, aldea de la jurisdicción de El Viso, intentó su segregación de la Bailía de Olmos, pero la operación resultó frustrada.
Según datos del Censo de Aranda de 1768, Palomeque contaba aproximadamente con 280 habitantes.
A mediados del siglo XIX, el lugar contaba con una población censada de 196 habitantes. La localidad aparece descrita en el duodécimo volumen del Diccionario geográfico-estadístico-histórico de España y sus posesiones de Ultramar de Pascual Madoz de la siguiente manera:

PALOMEQUE: v. con ayunt. en la prov. y dióc. de Toedo (5 leg.), part. jud. de Illescas (1 1/2), aud. terr. de Madrid (7), c. g. de Castilla la Nueva: sit. en una llanura algo elevada, rodeada de algunos barrancos; es de clima templado, reinando los vientos E. y O., y no se padecen enfermedades especiales; tiene 56 casas reducidas y mal aparejadas, otras tantas caidas, la del ayunt. y cárcel en mal estado; escuela dotada con 720 rs. de los fondos públicos, a la que asisten 12 niños; igl. parr. (San Juan Bautista), con curato de entrada y provision ordinaria. Se surte de aguas potables en una fuente en los afueras, á la orilla de un arroyo. Confina el térm. por N. con el de Casa-rubios del Monte; E. Chozas de Canales; S. Lominchar; 0. Cedillo, estendiéndose 1 1/2 leg. de N. á S., 1/2 de E. á O., y comprede el desp. y deh. de Alconchel (V.), viñas, olivares y tierras de labor. Le baña el r. Guadarrama, que pasa á 1/4 leg. O., siendo muy escabrosa la bajada á él desde la v., que empieza ya á declinar el camino, y otros dos arroyos de corta consideracion. El terreno es de segunda clase y de secano: los caminos vecinales: el correo se recibe en Illescas por balijero dos veces á la semana. prod.: trigo, centeno, cebada, algarrobas, guisantes, alcarceña, vino y aceite; se mantiene ganado lanar y vacuno, y se cria caza menuda. pobl.: 48 vec., 196 alm. cap. prod.: 276,377 rs. imp.: 7,409. contr.: 8,265. presupuesto municipal: 5,157, del que se pagan 2,000 al secretario, y se cubre con los fondos de propios y repartimiento vecinal.
(Madoz, 1849, pp. 625-626)

## Demografía
Cuenta con una población de 1182 habitantes (INE 2024).
| Gráfica de evolución demográfica de Palomeque entre 1842 y 2021                                                       |
| |
| Población de derecho según los censos de población del INE. Población de hecho según los censos de población del INE. |

El ligero aumento de la población desde principios del siglo XX se rompió en los años 60 para volver a recuperarse en los 90. En la siguiente tabla, donde se muestra la evolución del número de habitantes entre 1996 y 2006 según datos del INE, se observa un importante incremento en los últimos años.
| 465           | 485 | 475 | 483 | 464 | 453 | 432 | 629 | 739 | 922 | 907 |
| (Fuente: INE) |     |     |     |     |     |     |     |     |     |     |

NOTA: La cifra de 1996 está referida a 1 de mayo y el resto a 1 de enero.

## Economía
Históricamente ha sido una población fundamentalmente agrícola. Durante el siglo XIX se producían «trigo, centeno, cebada, algarrobas, guisantes, alcarceña, vino y aceite», manteniéndose así mismo ganado lanar y vacuno.
En la actualidad el sector predominante es el de servicios con un 38,2 % del total de empresas que operan en el municipio, seguido por los de la construcción y la industria con un 26,5 % cada uno y finalmente la agricultura con un 8,8 %.

## Administración
| Periodo   | Nombre                    | Partido   |
| --------- | ------------------------- | --------- |
| 1979-1983 | Pedro Ledesma García      | UCD       |
| 1983-1987 | Valentín Rey Torrejón     | AP/PDP/UL |
| 1987-1991 | Valentín Rey Torrejón     | PP        |
| 1991-1995 | Valentín Rey Torrejón     | PP        |
| 1995-1999 | Valentín Rey Torrejón     | PP        |
| 1999-2003 | Valentín Rey Torrejón     | PP        |
| 2003-2007 | Juan de Dios Pérez García | PSOE      |
| 2007-2011 | Juan de Dios Pérez García | PSOE      |
| 2011-2015 | Fernando Ledesma Ledesma  | PP        |
| 2015-2019 | Fernando Ledesma Ledesma  | PP        |
| 2019-2023 | Juan de Dios Pérez García | PSOE      |

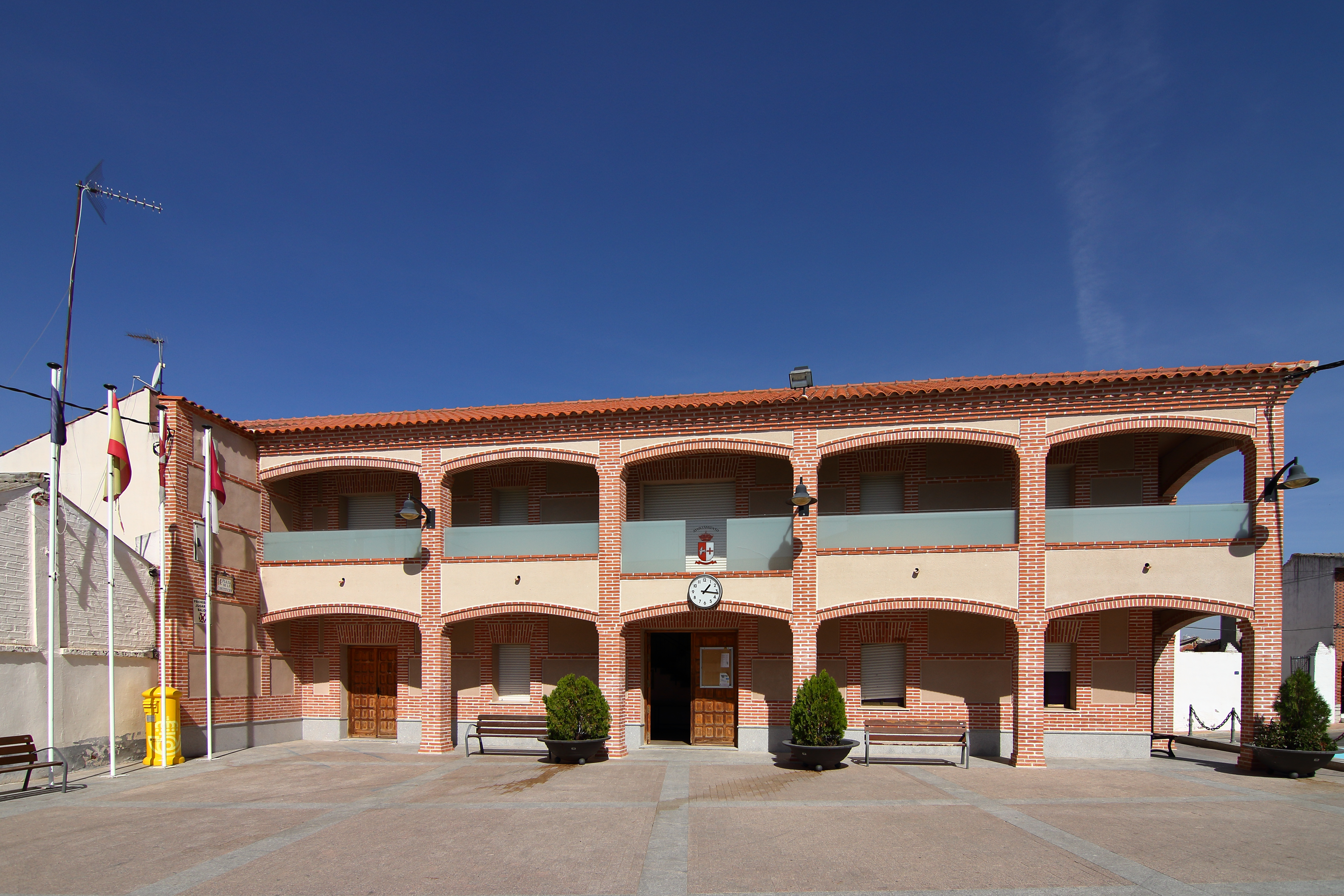
Casa consistorial

El gobierno municipal se articula a través de un Ayuntamiento formado por 7 concejales. Tras la celebración de las Elecciones Municipales del pasado 29 de mayo, la corporación municipal se forma por 3 concejales (PSOE), 3 concejales (PP) y 1 concejal (PODEMOS). El Equipo de Gobierno está compuesto por 3 concejales Socialistas y 1 concejal de Podemos, siendo investido como alcalde Juan de Dios Pérez García (PSOE) el 15 de junio de 2019.

## Patrimonio

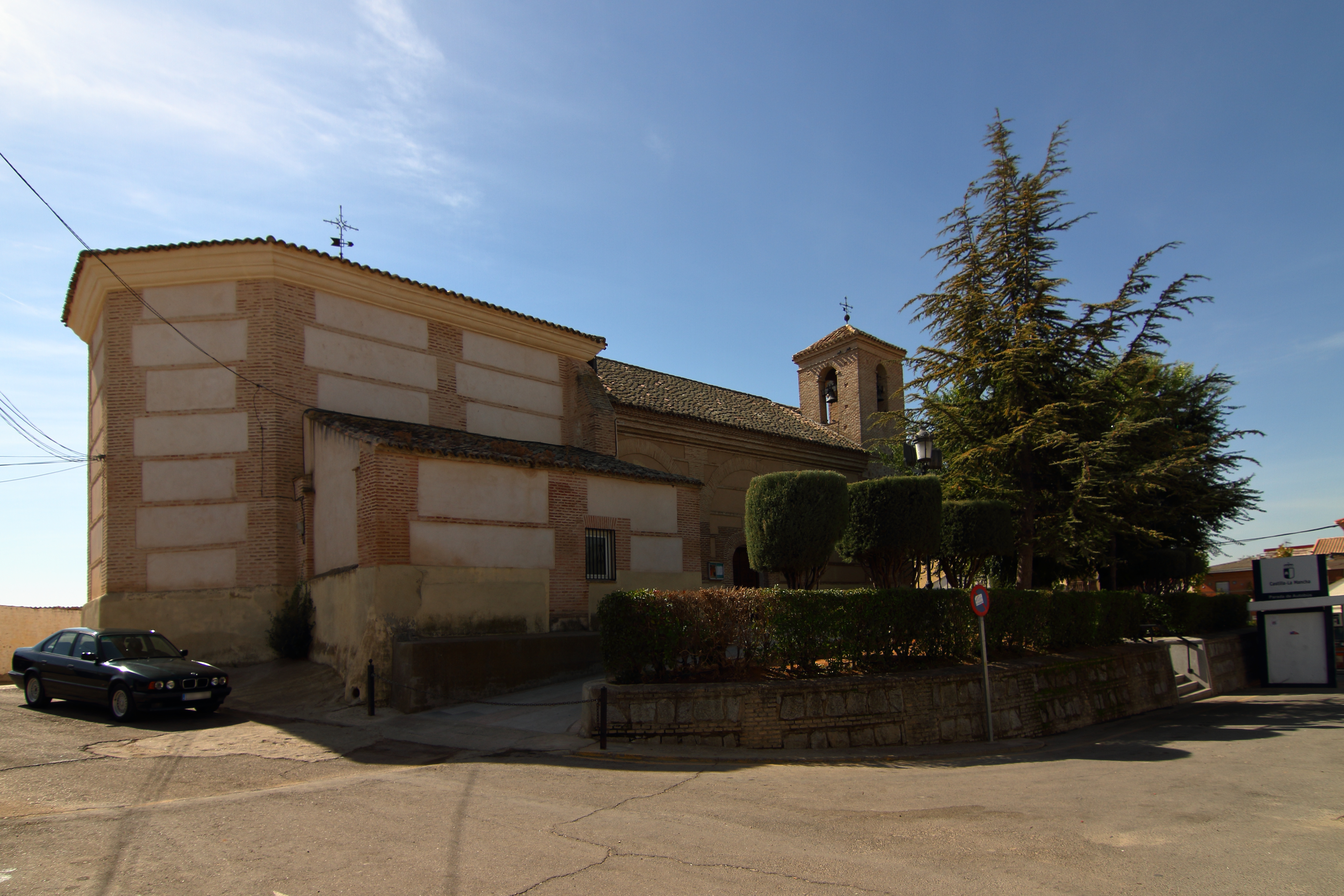
Iglesia de San Juan Bautista

En la localidad hay una iglesia parroquial bajo la advocación de San Juan Bautista.

## Fiestas
- 24 y 25 de junio: fiestas patronales en honor a San Juan.
- 16 y 17 de agosto: San Roque.